# Quantenontologie
Unter Quantenontologie versteht man in der Quantenmechanik eine Reihe grundlegender Aussagen über Quantenobjekte, die als Ausgangspunkt für die Konstruktion einer formalen Sprache („Quantensprache“) einschließlich ihrer Logik („Quantenlogik“) dient.

## Abgrenzung zur Ontologie der klassischen Physik
Die vier wesentlichen Aussagen der Quantenontologie lauten:
- Q1: Zu jeder messbaren Eigenschaft eines Quantenobjekts (z. B. „Spin 1/2“ bei einem Elektron) lässt sich durch eine Messung feststellen, ob dem Quantenobjekt diese Eigenschaft zukommt oder nicht.
- Q2: Ein Quantenobjekt ist nicht „durchgängig bestimmt“, d. h., es gibt inkommensurable Eigenschaften, die dem Objekt nicht gleichzeitig zugeschrieben werden können.
- Q3: Für das Verhalten von Quantenobjekten gilt kein Kausalgesetz.[1]
- Q4: Für Quantenobjekte gilt der Massenerhaltungssatz nicht.

Diese Aussagen werden als Abschwächung der der klassischen Physik zugrunde liegenden „klassischen Ontologie“ (gleichzeitige Zuordnung aller messbaren Eigenschaften; Gültigkeit von Kausalgesetz und Energieerhaltungssatz) aufgefasst. Wenn auch die Quantenontologie historisch eine Folge der Quantenmechanik ist, so wird sie doch als a priori verstanden, da die Ergebnisse der Quantenmechanik lediglich Hinweise darauf lieferten, dass die Denkweise der klassischen Physik mit Hypothesen belastet war, die weder intuitiv noch durch rationales Denken gerechtfertigt sind.

## Verbindung zum Hilbertraum der Quantenmechanik
Die Quantenlogik, welche die Sprache der Quantenmechanik prägt, kann mathematisch auf einen orthomodularen Verband abgebildet werden, aus dem dann ein Hilbertraum abzuleiten ist. Da dieser die grundlegende theoretische Struktur der Quantenmechanik widerspiegelt, wird gefolgert, dass wesentliche Aussagen dieser modernen physikalischen Theorie bereits durch die Quantenontologie a priori festgelegt sind.